# Перемилово (Шуйский район)
Переми́лово — деревня в Шуйском районе Ивановской области России. Центр Перемиловского сельского поселения Шуйского района.

## География
Расположено в центральной части Шуйского района, в 2 км к северу от города Шуя. Улицы 1-я Западная, 2-я Западная, Восточная.

## История
Колхоз основан в 1929 году как овощеводческое хозяйство. Уже 1939 году овощеводческое хозяйство ( имени Сталина) стало колхозом-миллионером и завоевало награды в Москве на Всесоюзной сельскохозяйственной выставке, а также отмечено в докладе И.В. Сталина. Позднее построены многоквартирные дома и улица с коттеджами, школа-десятилетка на 162 места, детский комбинат на 100 малышей, водопровод и пр..

## Инфраструктура
Проведено централизованное водоснабжение, есть газопровод, культурно-досуговый центр «Родник». Существует музей трудовой славы СПК «Перемиловский».

## Экономика
В деревне расположен сельскохозяйственный производственный кооператив «Перемиловский» (бывший колхоз «Россия»).

## Население
| 1859 | 1905 | 2010 |
| ---- | ---- | ---- |
| 128  | ↗161 | ↗452 |